# Трансуральский водный путь
Трансуральский водный путь (также Камско-Тобольский или Камско-Иртышский) — проект судоходного пути, соединяющего бассейн Волги и Оби. Путь должен проходить из Камы по реке Чусовой, соединённой в верховье каналом с рекой Исеть, притоком Тобола, относящейся к бассейну Оби. Начиная с XVIII века проект неоднократно предлагался, но по сей день так и не был реализован.

## История
Впервые идею постройки канала, соединяющего Чусовую и Исеть, высказал академик Паллас в 1770 году во время путешествия в тех краях.
В 1815 году по инициативе главного управляющего Верх-Исетского завода Г. Ф. Зотова был прорыт двухкилометровый канал от Чусовой до реки Исеть, получивший название «зотовская канава», однако из-за опасения обмеления Чусовой его вскоре закопали.
В начале XX века к проекту снова вернулись, начав гидрологические изыскания, однако Первая мировая война и Октябрьская революция снова заставили отложить этот проект. Экспедиция инженера А. И. Фидмана предложила проект, предусматривающий постройку 117 шлюзов, 97 плотин и двух водохранилищ. Фотографии по трассе будущего канала делал знаменитый фотограф Прокудин-Горский
Сегодня прибыла правительственная комиссия для исследования водных путей Среднего Урала . По проекту комиссии, бассейны Волги и Оби, через посредство Камы и Тобола, соединяются путем шлюзования рек Чусовой, Решетки и Исети с проведением шестиверстного канала, способного пропускать пароходы. Канал пересечет Екатеринбург, обращая, таким образом, этот город в портовый. Стоимость сооружения этого водного пути исчислена в 70 – 100 миллионов рублей, при длине в 1500 верст. Стоимость оборудования одной версты пути исчислена в 46 – 66 000 рублей.
Русское слово, 06 июля (23 июня) 1910 года
К проекту снова вернулись во времена Сталина. Планом II пятилетки предполагалось зарегулировать течение Чусовой каскадом водохранилищ и ГЭС, первым каскадом стал Камский гидроузел, а в верховье реки было сооружено водохранилище:
Воды Чусовой освежат Верх- Исетские и городской пруды, поднимут их уровень. Волчихинское водохранилище займёт площадь в 37 квадратных километров. В нём вместится 90 миллионов кубометров воды, которая поднимется выше канала и самотеком устремится по каналу и речке Решетке в Верх-Исетский пруд. С разрешением проблемы водоснабжения Свердловска должна будет решиться проблема судоходства.
Предполагается соединять Волгу и Обь в единую водную систему через Чусовую и Исеть. Строящийся канал явится связующим звеном будущего большого трансуральского водного пути. (…)

Только теперь, в сталинскую эпоху, большие планы, заманчивые идеи, о которых раньше могли только мечтать, претворяются в живое практическое дело. Канал Чусовая—Исеть ещё не достроен. Мы дали волю воображению, нарисовав картину Волчихинского гидроузла, но это—реальность завтрашнего дня. Вдохновлённые великими творческими успехами строителей Ферганского канала в солнечном Узбекистане, рабочие, инженерно-технические работники строительных участков борются за быстрейшее выполнение плана по сооружению канала.
В. Меньшиков. «Под Знаменем Ленина». 24 июня 1940 года

## Текущее состояние
В верховьях Чусовой в 1944 году создано Волчихинское водохранилище (300 метров над уровнем моря), соединённое каналами с Решёткой. Основное назначение его сейчас — обеспечение Екатеринбурга питьевой водой. Фактически оно соединяет бассейны Волги и Оби, однако ввиду невозможности судоходства по Чусовой и Решётке (узкие русла, наличие плотин и участков в трубах) водным путём он не является, прохождение по нему даже на лодке невозможно.